# Zábleskový granát

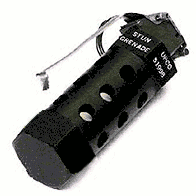
Zábleskový granát

Zábleskový granát je taktická nesmrtící zbraň používaná při taktice záchrany rukojmí a zvládání davu.

## Použití
Granát při své detonaci vydá výrazný záblesk oslňujícího světla (6–8 milionů cd) a ohlušující zvuk (170–180 dB).

### Účinky na zasaženou osobu
Vlivem výrazného záblesku světla dochází ke stažení zornic zasažené osoby a ta tímto dočasně ztrácí schopnost vidění. Ztráta zraku trvá několik sekund, než se zornice opět rozšíří, aby přijímaly dostatek světla. V kombinaci se silným zvukovým efektem je tato osoba dezorientována. 

### Historie
Tyto granáty se dostaly do výzbroje britské SAS. Poprvé byly použity v ostré akci dne 17. října 1977 při záchraně rukojmí v Mogadišu, kde došlo k jejich použití příslušníky německé GSG9 (technologie nabídnuta od SAS), jednotka vyslaná do Mogadiša byla složena z 50 příslušníků GSG9 a dvou příslušníků SAS.

## Konstrukce
Tento typ granátu mívá obvykle tělo válcovitého tvaru. Zápalná slož granátu bývá nastavena na cca 5 sekund.